# Omoljica
Omoljica (en serbe cyrillique : Омољица) est une localité de Serbie située dans la province autonome de Voïvodine et sur le territoire de la Ville de Pančevo, district du Banat méridional. Au recensement de 2011, elle comptait 6 218 habitants.
Omoljica est officiellement classée parmi les villages de Serbie.

## Démographie

### Évolution historique de la population
| 1948  | 1953  | 1961  | 1971  | 1981  | 1991  | 2002  | 2011  |
| ----- | ----- | ----- | ----- | ----- | ----- | ----- | ----- |
| 5 084 | 5 026 | 5 565 | 5 693 | 6 500 | 6 782 | 6 518 | 6 218 |

|  |